# Hylopsar purpureiceps
Hylopsar purpureiceps é uma espécie de passeriforme da família Sturnidae.
Pode ser encontrada nos seguintes países: Angola, Benin, Camarões, República Centro-Africana, República do Congo, República Democrática do Congo, Costa do Marfim, Guiné Equatorial, Gabão, Guiné, Nigéria e Uganda.